# 브리오슈
브리오슈(프랑스어: brioche)는 프랑스의 빵이다. 달걀과 버터가 함유되었으며, 크림도 소량 함유되었다. 주로 디저트로 제공되며, 모양은 다양하지만 둥근 편이다.

## 같이 보기
- 할라 (음식)
- 코티지 로프
- 구겔후프
- 파네토네